# 김원해
김원해(1969년 4월 6일 ~ )는 대한민국의 배우이다.

## 출연 작품

### 영화
- 《굿모닝 프레지던트》 - 한경자 대통령 경자 참모 2 역
- 《집행자》 - 사기 재소자 역
- 《퀴즈왕》 - 김 순경 역
- 《로맨틱 헤븐》 - 박 형사 역
- 《써니》 - 학주 선생님 역
- 《코리아》 - 한국 아나운서 역
- 《마이 리틀 히어로》 - 한 피디 역
- 《미나문방구》 - 나까마 장씨 역
- 《숨바꼭질》 - 백성철 역
- 《사랑해! 진영아》 - 신부 역
- 《하이힐》 - 엘리베이터 주민(남) 역
- 《명량》 - 배설 역
- 《해적: 바다로 간 산적》 - 춘섭 역
- 《타짜: 신의 손》 - 조 화백 역
- 《제보자》 - 심야택시기사 역
- 《우리는 형제입니다》 - 여수 경찰서 반장 역
- 《조선명탐정: 사라진 놉의 딸》 - 사또 역
- 《헬머니》 - 사회자 역 (특별출연)
- 《서부전선》 - 전 차장 역
- 《히말라야》 - 김무영 역
- 《로봇, 소리》 - 구철 역
- 《검사외전》 - 영철 역
- 《널 기다리며》 - 반 과장 역
- 《아수라》 - 작대기 역
- 《목숨 건 연애》 - 박 경장 역
- 《군함도》 - 반도호텔 지배인 역
- 《흥부》 - 김응집 역
- 《성난황소》  - 선주 역
- 《언니》 - 정 사장 역
- 《천문: 하늘에 묻는다》 - 조순생 역
- 《사냥의 시간》 - 빈대 역
- 《삼진그룹 영어토익반》 - 안기창 부장 역
- 《이상한 나라의 수학자》
- 《공조 2: 인터내셔날》 - 세르게이 역 (특별출연)
- 《컴백홈》 - 성봉 역
- 《악마들》 - 기남 역
- 《밀수》 - 브로커 삼촌 역
- 《천박사 퇴마 연구소: 설경의 비밀》 - 천박사 조부 역
- 《데드맨》 - 공문식 역
- 《베테랑 2》 - 구 팀장 역
- 《하이파이브》 - 장기 이식 수술 의사 역 (특별출연)

### 드라마
- 2007년 KBS1 TV소설 《아름다운 시절》 - 진씨 역
- 2011년 OCN 《뱀파이어 검사》 - 강철한 역
- 2012년 tvN 수목드라마 《인현왕후의 남자》 - 홍 내관 역
- 2013년 tvN 월화드라마 《나인: 아홉 번의 시간여행》 - 박창민 역
- 2013년 SBS 특집드라마 《낯선 사람》
- 2014년 tvN 월화드라마 《고교처세왕》 - 한영석 역
- 2014년 tvN 금토드라마 《아홉수 소년》 - 조원해 역
- 2014년 SBS 주말극장 《모던파머》 - 독사 역
- 2014년 tvN 금토드라마 《미생》 - 박영호 역
- 2015년 KBS2 단막극 《KBS 드라마 스페셜 - 짝퉁 패밀리》 - 이명국 역
- 2015년 MBC 수목드라마 《달콤살벌 패밀리》 - 손세운 역
- 2016년 tvN 금토드라마 《시그널》 - 김계철 역
- 2016년 MBC 월화드라마 《몬스터》 - 민병호 역
- 2016년 tvN 월화드라마 《혼술남녀》 - 김원해 역
- 2016년 MBC 월화드라마 《캐리어를 끄는 여자》
- 2016년 KBS2 단막극 《KBS 드라마 스페셜 - 웃음실격》 - 공군 기상대장 역 (특별출연)
- 2016년 KBS2 월화드라마 《화랑》 - 우륵 역
- 2017년 KBS2 수목드라마 《김과장》 - 추남호 역
- 2017년 tvN 금토드라마 《내일 그대와》 - 소준의 아버지 역
- 2017년 JTBC 금토드라마 《힘쎈여자 도봉순》 - 김광복 역 / 오돌뼈 역
- 2017년 tvN 월화드라마 《하백의 신부 2017》 - 택시 기사 역 (특별출연)
- 2017년 tvN 수목드라마 《크리미널 마인드》 - 김용철 / 리퍼 역[1]
- 2017년 KBS2 단막극 《KBS 드라마 스페셜 - 당신은 생각보다 가까이에 있다》
- 2017년 SBS 드라마스페셜 《당신이 잠든 사이에》 - 최담동 역
- 2017년 OCN 주말드라마 《블랙》 - 나광견 / 미친개 역
- 2017년 tvN 단막극 《드라마 스테이지 - 오늘도 탬버린을 모십니다》
- 2018년 KBS2 수목드라마 《추리의 여왕 2》 - 조인호 역
- 2018년 KBS2 월화드라마 《우리가 만난 기적》 - 장의사 역 (특별출연)
- 2018년 tvN 월화드라마 《시를 잊은 그대에게》 - 김정수 역 (특별출연)
- 2018년 KBS2 월화드라마 《너도 인간이니?》 - 강재식 역
- 2018년 JTBC 월화드라마 《라이프》 - 이동수 역
- 2018년 KBS2 수목드라마 《오늘의 탐정》 - 한상섭 역
- 2018년 OCN 주말드라마 《플레이어》 - 장인규 역
- 2018년 SBS 월화드라마 《여우각시별》 - 박태희 역
- 2018년 KBS2 수목드라마 《죽어도 좋아》 - 지하철 기관사 역 (특별출연)
- 2018년 JTBC 월화드라마 《일단 뜨겁게 청소하라》 - 길공태 역
- 2018년 SBS 월화드라마 《사의 찬미》 - 윤석호 역
- 2019년 SBS 금토드라마 《열혈사제》 - 블라디미르 고자예프 역
- 2019년 tvN 월화드라마 《사이코메트리 그녀석》 - 도현고 수학교사 역 (특별출연)
- 2019년 tvN 토일드라마 《호텔 델루나》 - 범천시장 역
- 2019년 tvN 수목드라마 《악마가 너의 이름을 부를 때》 - 공수래 역
- 2019년 tvN 수목드라마 《청일전자 미쓰리》
- 2019년 tvN 토일드라마 《날 녹여주오》 - 중년 마동식/마필구 역 (1인2역)
- 2019년 JTBC 금토드라마 《초콜릿》 - 권현석 역
- 2019년 tvN 단막극 《드라마 스테이지 - 오우거》 - 석환 역
- 2020년 KBS2 월화드라마 《계약우정》 - 박충재 역
- 2020년 MBC 월화드라마 《저녁 같이 드실래요?》 (특별출연)
- 2020년 JTBC 금토드라마 《우아한 친구들》 - 천만식 역 (특별출연)
- 2020년 tvN 토일드라마 《스타트업》 - 남성환 역
- 2020년 tvN 월화드라마 《낮과 밤》 - 황병철 역
- 2020년 JTBC 금토드라마 《허쉬》 - 정세준 역
- 2021년 KBS2 월화드라마 《오월의 청춘》 - 김현철 역
- 2021년 JTBC 수목드라마 《월간 집》 - 최고 역
- 2021년 SBS 금토드라마 《원 더 우먼》 - 류승덕 역
- 2022년 SBS 금토드라마 《악의 마음을 읽는 자들》- 허길표 역
- 2022년 MBC 토일드라마 《지금부터, 쇼타임!》 - 차사금 역
- 2022년 KBS2 월화드라마 《법대로 사랑하라》 - 황 대표 역
- 2022년 JTBC 토일드라마 《디 엠파이어 : 법의 제국》 - 지준기(돌핀) 역
- 2022년 tvN 월화드라마 《연예인 매니저로 살아남기》 - 조기봉 역
- 2023년 JTBC 토일드라마 《신성한, 이혼》 - 장존호 역 (특별출연)
- 2023년 JTBC 수목드라마 《나쁜 엄마》 - 만년 이장 역
- 2023년 SBS 금토드라마 《악귀》 - 서문춘 역
- 2023년 TVING 오리지널 드라마 《잔혹한 인턴》 - 주광수 역
- 2024년 tvN 월화드라마 《선재 업고 튀어》 - 류근덕 역
- 2024년 tvN 월화드라마 《플레이어 2 : 꾼들의 전쟁》 - 장인규 역
- 2024년 tvN 월화드라마 《우연일까?》 - 김복남 역
- 2024년 JTBC 토일드라마 《정숙한 세일즈》 - 최원봉 역
- 2024년 SBS 금토드라마 《열혈사제 2》 - 고독성 역
- 2025년 Netflix 오리지널 드라마 《중증외상센터》 - 홍재훈 역
- 2025년 tvN 월화드라마 《이혼 보험》 - 나대복 역
- 2025년 Netflix 오리지널 드라마 《트리거》 - 조현식 역

### 방송 활동
- 《SNL 코리아》(tvN) - 크루
- 《동상이몽, 괜찮아 괜찮아》(SBS)
- 《무한도전》(MBC)
- 《개밥 주는 남자 시즌 2》(채널A) - 특별출연

### 공연 활동
- 《난타》

### 광고
- 2013년 LG U+ LTE
- 2014년 넥슨 카운터 스트라이크온라인2 빅시티
- 2016년 라이나생명 무배당 THE건강한치아보험Ⅲ
- 2017년 블루웨이브E&M 온동네
- 2017년 한국투자증권
- 2019년 IBK기업은행 아이원뱅크
- 2021년 신풍제약 애드마일스

## 수상 및 후보
| 연도 | 시상식                     | 부문                                      | 작품                       | 결과 |
| ---- | -------------------------- | ----------------------------------------- | -------------------------- | ---- |
| 2008 | 제1회 올해의 젊은 연극인상 |                                           |                            | 수상 |
| 2017 | SBS 연기대상               | 남자 조연상                               | 당신이 잠든 사이에         | 수상 |
| 2017 | KBS 연기대상               | 남자 조연상                               | 화랑, 김과장               | 후보 |
| 2018 | KBS 연기대상               | 남자 조연상                               | 오늘의 탐정, 너도 인간이니 | 수상 |
| 2021 | SBS 연기대상               | 미니시리즈 로맨스 코미디 부문 남자 조연상 | 원 더 우먼                 | 후보 |
| 2023 | SBS 연기대상               | 미니시리즈 장르&액션 부문 남자 조연상     | 악귀                       | 수상 |